# آن إكس ألبيرن
آن إكس. ألبيرن (الإنجليزية: Anne X. Alpern؛ 25 ديسمبر 1903 – 2 فبراير 1981) كانت قاضية أمريكية وسياسية بارزة، أهم ما يميّز مسيرتها أنها أصبحت أول امرأة تشغل منصب مدعي عام ولاية بنسلفانيا (1959–1961)، ثم أول امرأة تُعيَّن في المحكمة العليا للولاية (1961–1962), مما يمثل اختراقًا بارزًا في المشهد القضائي والسياسي الأمريكي.

## النشأة والتعليم
ولدت آن في الإمبراطورية الروسية ونشأت في Scenery Hill في بنسلفانيا بعد هجرة عائلتها. حصلت على بكالوريوس في التربية من جامعة بيتسبرغ عام 1923، ثم نالت شهادة الحقوق (LL.B.) عام 1927 من كلية الحقوق في الجامعة نفسها. كانت أول امرأة تُقبل في نقابة محامي مقاطعة أليغيني في 26 سبتمبر 1927، وانطلقت إلى ممارسة مهنية ملهمة في وقت كانت تندر فيه فرص النساء في القانون.

## مسيرة مهنية محلية
انضمت ألبيرن إلى مكتب Cunningham, Galbreath & Dickson كمحامية عام 1927 حتى 1934. ثم تم تعيينها كمساعدة في السكرتارية القانونية لمدينة بيتسبرغ عام 1934، ثم نالت رتبة سكرتيرة قانونية أولى، لتصبح أول امرأة تشغل المنصب. عام 1942 عُيّنت سكرتيرة قانونية رسمية للمدينة، وهي أول امرأة تصل لهذا المنصب في مدينة أمريكية كبرى.

## القاضية في محكمة المقاطعة
انتُخبت ألبيرن في نوفمبر 1953 ضمن قضاة محكمة المقاطعة في بنسلفانيا (Court of Common Pleas)، وشغلت المنصب من 16 ديسمبر 1953 وحتى 20 يناير 1959. أظهرت خلال تولّيها حكمًا عادلاً وشخصية حازمة، مما أكسبها احترام المجتمع القانوني.

## المدعي العام لولاية بنسلفانيا
عيّنتها الحاكمة ديفيد لورنس في يناير 1959 لتصبح أول امرأة في تاريخ ولاية بنسلفانيا تتولى منصب المدعي العام. خلال فترة ولايتها (1959–1961)، أطلقت تحقيقًا شاملاً في قضايا تزوير انتخابي في فيلادلفيا، تسبب بإقالات واستقالات حكومية، رغم الانتقادات من داخل حزبها الديمقراطي. كما رفضت عرضًا رئاسيًا لتولي منصب في لجنة الطاقة الفيدرالية في أوائل 1961.

## العضوة في المحكمة العليا
في 26 يوليو 1961، رشّحها الحاكم لورنس لتمثيل المقعد الشاغر بالمحكمة العليا للولاية لتكمل ولاية رئيس القضاة المستقيل. أدى اليمين في 7 سبتمبر، وأصبحت أول امرأة في ذلك المنصب، لكنها خسرت الانتخابات الخاصة في نوفمبر لصالح هنري X. أوبراين بسبب فقدان الدعم الحزبي نتيجة التحقيق الانتخابي. انتهت ولايتها في 1 يناير 1962.

## العودة إلى محكمة المقاطعة وخدمتها حتى التقاعد
بعد خسارتها، أعيدَ تعيينها في محكمة المقاطعة في 29 يناير 1962 بمنصب عدلي، واستمرت حتى 1974 بعد انتخابات نوفمبر 1963. عند تقاعدها، انضمت فوراً إلى مكتب المحاماة Berkman Ruslander Pohl Lieber & Engel كمشاركة حتى وفاتها عام 1981.

## الجوائز والإرث
حازت عضوية Phi Beta Kappa، وجائزة Distinguished Daughters of Pennsylvania عام 1952، وجائزة Junior Chamber of Commerce عام 1953، بالإضافة إلى جائزة Distinctive Service من National Institute of Municipal Law Officers. وأطلقت نقابةBAR بنسلفانيا جائزة سنوية باسمها تكريماً لإنجازات النساء في القانون عام 1994.

## الأعمال المنشورة والمساهمات الفكرية
نشرت ألبيرن مقالاً بعنوان «Unsnarling the Traffic Jam by the Use of the Parking Authorities» في Virginia Law Review عام 1950، وألقت خطابات قانونية حول حقوق التعديل الأول، عُرضت في نشرة Pittsburgh Legal Journal عام 1958.

## وفاة وتكريم ما بعد الوفاة
توفيت في 2 فبراير 1981 في بيتسبرغ، تاركة إرثًا قانونيًا قياديًا. في عام 1994، أنشأت نقابة BAR بنسلفانيا جائزة Anne X. Alpern Award لتكريم المحاميات اللاتي حقّقن تأثيرًا مهنيًا كبيرًا.